# Proyectos no realizados de Stanley Kubrick

Kubrick filmando a Barry Lyndon en 1975

A lo largo de su dilatada carrera, el director de cine estadounidense Stanley Kubrick trabajó en numerosos proyectos que nunca fueron realizados, algunos de los cuales cayeron en el infierno del desarrollo o fueron cancelados oficialmente.

## The Burning SecretandNatural Child
En 1956, después de que el estudio Metro-Goldwyn-Mayer (MGM) rechazara una solicitud de Kubrick y su socio productor James B. Harris para filmar Paths of Glory (1957), MGM invitó a Kubrick a revisar otros derechos de filmación del estudio. Harris y Kubrick descubrieron la novela de Stefan Zweig Ardiente secreto (1913), en la que un joven barón intenta seducir a una joven judía entablando amistad con su hijo de doce años, quien finalmente se da cuenta de los verdaderos motivos de aquel. Kubrick estaba entusiasmado con la novela y contrató al novelista Calder Willingham para escribir un guion; sin embargo, las restricciones del código Hays obstaculizaron la realización del proyecto.  El guion, que se creía perdido, fue encontrado en 2018 y está casi completo, lo suficiente como para que otros cineastas pudieran desarrollarlo. Kubrick había expresado previamente su interés en adaptar la novela de Willingham Natural Child (1952), pero el código de producción lo bloqueó también en esa ocasión.

## Napoleón
Después del éxito de 2001, Kubrick planeó una película biográfica a gran escala sobre Napoleón Bonaparte. «Intentó ver todas las películas que se habían hecho sobre el tema», incluyendo Napoleón (1927) de Abel Gance y la serie de películas soviéticas Guerra y paz, ninguna de las cuales le gustó.También realizó investigaciones, leyó libros sobre el emperador francés y escribió un guion preliminar que desde entonces está disponible tanto en Internet como parte de una colección completa publicada de su trabajo de investigación y preproducción.
Con la ayuda de sus asistentes, Kubrick creó meticulosamente un catálogo de tarjetas de los lugares y hechos del círculo íntimo de Napoleón durante sus años operativos. Exploró localizaciones y planeó filmar grandes partes de la película en locaciones de Francia, además de utilizar estudios del Reino Unido. El director también iba a filmar las escenas de batalla en Rumania y había conseguido el apoyo del Ejército Popular Rumano, altos oficiales del ejército habían prometido 40.000 soldados y 10.000 jinetes con trajes de papel para las escenas de batalla.
En una conversación con el British Film Institute, el cuñado de Kubrick, Jan Harlan, declaró que la película iba a entrar en producción con David Hemmings como la figura principal, Napoleón (más tarde, ese papel fue asignado a Jack Nicholson ), con Audrey Hepburn como la preferida de Kubrick para el personaje de Josephine. En las notas que Kubrick escribió a sus patrocinadores financieros, conservadas en el libro The Kubrick Archives, expresa incertidumbre con respecto al progreso de la película de Napoleón y el producto final; sin embargo, también afirma que esperaba crear "la mejor película jamás realizada". 
Napoleón fue finalmente cancelada debido al costo prohibitivo de filmar en locaciones, el estreno occidental de la versión cinematográfica épica de 1968 de Sergei Bondarchuk de la novela Guerra y paz de León Tolstoi, así como el fracaso comercial de la película de Bondarchuk con temática de Napoleón, Waterloo (1970). Una parte importante de la investigación histórica de Kubrick influiría en Barry Lyndon (1975), cuya trama termina en 1789, unos quince años antes del comienzo de las guerras napoleónicas.  
En marzo de 2013, Steven Spielberg anunció su intención de crear, junto con la familia de Kubrick, una miniserie de televisión basada en el guion de Kubrick.
En mayo de 2016, HBO anunció que produciría una miniserie basada en el guion de Kubrick con Cary Joji Fukunaga como director.
En agosto de 2018, el cantante de ópera y actor francés David Serero adaptó el guion para el teatro, en Nueva York, en el que interpreta a Napoleón. La obra se estrenó el 23 de agosto de 2018.
El 14 de octubre de 2020, Ridley Scott anunció que Napoleon sería su próximo proyecto para 20th Century Studios. Ese mismo año consultó con el académico de la Universidad de Oxford Michael Broers sobre la vida del emperador, en particular colaborando con él en la deconstrucción de la geografía de la Batalla de Waterloo. También recibió el guion de Stanley Kubrick.La película, estrenada en 2023, no estuvo a la altura de las expectativas ni de la crítica ni en las ventas. Realizada con un presupuesto estimado de entre 130 y 200 millones de dólares, recaudó tan solo 220 millones de dólares en la taquilla mundial y obtuvo un modesto 58% en el recopilador de reseñas Rotten Tomatoes.
En febrero de 2023, Spielberg reafirmó que la miniserie de HBO todavía estaba en desarrollo y se estaba convirtiendo en una "gran producción" de una serie limitada de siete partes.

## Aryan Papers
En 1976, Kubrick buscó una idea para una película que tratara sobre el Holocausto y trató de persuadir a Isaac Bashevis Singer para que contribuyera con un guion original. Kubrick pidió una "estructura dramática que comprimiera la información compleja y vasta en la historia de un individuo que representara la esencia de este infierno creado por el hombre". Sin embargo, Singer se negó y le explicó a Kubrick: "No sé nada sobre el Holocausto".
A principios de la década de 1990, Kubrick casi entró en la etapa de producción de una adaptación cinematográfica de Wartime Lies de Louis Begley, la historia de un niño y su tía que se esconden del régimen nazi durante el Holocausto. El primer borrador del guion, titulado Aryan Papers, fue escrito por el propio Kubrick. El coguionista de Full Metal Jacket, Michael Herr, informa que Kubrick había considerado elegir a Julia Roberts o Uma Thurman para el papel de la tía; finalmente, Johanna ter Steege fue elegida para el papel y Joseph Mazzello para el del niño. Kubrick viajó a la ciudad checa de Brno, ya que se consideró que era un posible lugar de rodaje de las escenas de Varsovia durante la guerra, y Elemér Ragályi fue seleccionado para ser el director de fotografía.
El trabajo de Kubrick en Aryan Papers finalmente cesó en 1995, ya que fue influenciado por el estreno en 1993 de la película de Spielberg con temática del Holocausto, La lista de Schindler. Según la esposa de Kubrick, Christiane, un factor adicional en la decisión de Kubrick fue la naturaleza cada vez más deprimente del tema que experimentaba el director. Kubrick finalmente concluyó que una película precisa sobre el Holocausto estaba más allá de la capacidad del cine y volvió su atención al proyecto cinematográfico  Inteligencia Artificial (IA).
En 2005, William Monahan fue contratado para adaptar Wartime Lies para Warner Independent Pictures en cooperación con John Wells Productions.
En 2009, el cuñado de Kubrick, Jan Harlan, anunció su deseo de producir la película y contratar a Ang Lee o Roman Polanski para dirigirla.
En 2020, se informó que Luca Guadagnino esperaba dirigir la película, y que había examinado los documentos de Kubrick sobre el proyecto, conservados en el Archivo Stanley Kubrick de la Universidad de las Artes de Londres.

## Shadow on the Sun
A principios de la década de 1960, Kubrick, un ávido oyente de la BBC Radio, escuchó la serie dramática radiofónica Shadow on the Sun; escrita por Gavin Blakeney, Shadow on the Sun es una obra de ciencia ficción en la que un virus se introduce en la Tierra a través de la caída de un meteorito.  Kubrick compró los derechos cinematográficos de Blakeney en 1988 por 1.500 libras,  posteriormente, Kubrick leyó y anotó un guion antes de pasar a la Inteligencia Artificial (IA).  El proyecto no realizado, tal como lo describe Anthony Frewin en The Kubrick Archives, hubiera sido una mezcla entre La guerra de los mundos y Mars Attacks!.

## Lunatic at Large
El 1 de noviembre de 2006, el yerno de Kubrick, Philip Hobbs, anunció que se encargaría de la adaptación cinematográfica de un thriller de cine negro llamado Lunatic at Large.  Kubrick había encargado el proyecto para su desarrollo al novelista de pulp Jim Thompson en la década de 1950,  pero el guion había perdido hasta que Hobbs descubrió un manuscrito después de la muerte de Kubrick. Hobbes confió ahora la adaptación cinematográfica al productor neoyorquino Edward R. Pressman y a la productora londinense Finch & Partners, luego de que las negociaciones con la empresa francesa Pathé habían fracasado. A partir de agosto de 2011, el proyecto comenzó a desarrollarse para un futuro lanzamiento, con la participación proyectada de los actores Scarlett Johansson y Sam Rockwell, y el guionista británico Stephen R. Clarke. 
En 2020, se informó que Terry Gilliam estaba desarrollando el proyecto. Según Gilliam, estaba listo para comenzar la producción, pero se canceló debido a los bloqueos de Covid-19. 
En febrero de 2021, Variety anunció que los productores Bruce Hendricks y Galen Walker adquirieron los derechos del proyecto. 

## Guiones inéditos
Varios guiones escritos por Kubrick, que fueron pedidos por encargo o escritos para sus propios proyectos, siguen inéditos. Un ejemplo es  The German Lieutenant (coescrito con Richard Adams), en el que un grupo de soldados alemanes se embarca en una misión durante los últimos días de la Segunda Guerra Mundial. Durante el período en el que The German Lieutenant se planeó como su próxima producción, Kubrick este explicó su interés en realizarla:
"... Uno de los atractivos de una historia de guerra o de crimen es que proporciona una oportunidad casi única de contrastar a un individuo de nuestra sociedad contemporánea con un marco sólido de valores aceptados, del cual el público se vuelve plenamente consciente y que puede usarse como contrapunto a una situación humana, individual y emocional. Además, la guerra actúa como una especie de invernadero para la reproducción forzada y rápida de actitudes y sentimientos. Las actitudes se cristalizan y salen a la luz." 
Otros ejemplo de guiones inéditos de Kubrick es I Stole 16 Million Dollars, un relato ficticio sobre el ministro bautista de principios del siglo XX convertido en ladrón de cajas fuertes Herbert Emmerson Wilson (la película iba a ser producida por la compañía de Kirk Douglas, Bryna Productions, a pesar de que Douglas creía que el guion estaba mal escrito, y se contactó a Cary Grant para el papel principal). También realizó un primer borrador de guion sobre los Mosby Rangers, una fuerza guerrillera confederada que estuvo activa durante la Guerra de Secesión.

## Otros proyectos
Marlon Brando contactó a Kubrick para pedirle que dirigiera una adaptación cinematográfica de la novela western de Charles Neider The Authentic Death of Hendry Jones, con Pat Garrett y Billy the Kid.  Brando quedó impresionado y dijo que "Stanley es inusualmente perceptivo y se relaciona delicadamente con la gente. Tiene un intelecto hábil y es un pensador creativo, no un repetidor ni un recopilador de datos. Digiere lo que aprende y aporta a un nuevo proyecto un punto de vista original y una pasión reservada".  Los dos trabajaron en un guion durante seis meses, iniciado por un entonces desconocido Sam Peckinpah. Surgieron muchas disputas en torno al proyecto y, al final, Kubrick se distanció de lo que se convertiría en One-Eyed Jacks (1961). Luego se informó que Kubrick fue despedido y aceptó un pago de retiro de 100.000 dólares,  aunque en una entrevista de 1960 afirmó que renunció porque "se me había hecho evidente que Brando quería dirigir la película".  El biógrafo de Kubrick, LoBrutto, afirma que por razones contractuales, Kubrick no pudo citar el motivo real, pero emitió un comunicado diciendo que había renunciado "con profundo pesar debido a mi respeto y admiración por uno de los artistas más importantes del mundo". 
A Kubrick le ofrecieron dirigir El exorcista (1973) y Exorcista II: El hereje (1977), pero los rechazó, a pesar de haberle dicho una vez en 1966 a un amigo que hacía tiempo que deseaba "hacer la película más aterradora del mundo, que incluyera una serie de episodios que jugaran con los miedos de pesadilla de la audiencia". 
Kubrick estaba fascinado por la carrera del cineasta nazi Veit Harlan, tío de su esposa, y consideró crear una película del círculo social que rodeaba a Joseph Goebbels. Aunque trabajó en este proyecto durante varios años, no pudo avanzar más allá de un borrador de la historia. 
En 1972, Andrew Birkin (que había desempeñado diversos papeles en la producción de 2001 ) le ofreció a Kubrick su guion basado en Inside the Third Reich, las memorias del arquitecto nazi y ministro de armamento Albert Speer. Según Birkin, Kubrick quedó impresionado por el guion, pero lo rechazó porque consideró que no debía ser filmado por un director judío.  Sin embargo, el documental de 2020 Speer Goes to Hollywood sugiere que la participación de Kubrick terminó debido a su insistencia en que la película diera cuenta del conocimiento de Speer sobre la existencia de los campos de exterminio nazis, lo cual Speer afirmó ignorar. 
Umberto Eco, en respuesta a una oferta de Kubrick sobre una adaptación cinematográfica de la novela de Eco de 1988, El péndulo de Foucault, declinó debido a su insatisfacción con la adaptación cinematográfica de 1986 de su novela anterior El nombre de la rosa. Además, Eco buscó el papel de guionista, pero Kubrick no estaba dispuesto a cooperar. Tras la muerte de Kubrick, Eco declaró que lamentaba su decisión inicial. 
Antes de comenzar los trabajos para 2001, Terry Southern sugirió a Kubrick la producción de una película pornográfica de alto presupuesto llamada Blue Movie. Southern propuso la película como un intento de reinventar el género. Kubrick decidió no aceptar la sugerencia porque creía que no tenía el temperamento apropiado para el cine pornográfico; además, no creía que pudiera reinventar lo suficiente el género para elevarlo verdaderamente. Al mismo tiempo, Southern había comenzado a escribir una novela, también titulada Blue Movie (publicada en 1970), en la que un director de cine artístico muy respetado llamado "Boris Adrian" intenta crear una película de ese tipo; el libro está dedicado a Kubrick.
Tras la venta de los derechos cinematográficos de El Señor de los Anillos por parte de J. R. R. Tolkien a United Artists en 1969, la banda de rock The Beatles consideró un proyecto cinematográfico correspondiente y se acercó a Kubrick como posible director; sin embargo, Kubrick rechazó la oferta, explicando a John Lennon que pensaba que la novela no podía adaptarse a una película debido a su inmensidad.   El director de la segunda adaptación cinematográfica, Peter Jackson, explicó además que un obstáculo importante para el progreso del proyecto fue la oposición de Tolkien a la participación de los Beatles. 
A partir de 1976, Kubrick desarrolló con John Milius una adaptación de Night Drop de S. L. A. Marshall, sobre la invasión aérea de Normandía. Según Milius, Kubrick le dijo: "Sólo hay dos grandes libros escritos sobre la guerra: Night Drop, de S. L. A. Marshall, y La Ilíada. Vamos a hacer Night Drop ". Trabajaron y hablaron sobre el proyecto durante muchos años, pero nunca se concretó. 
Kubrick también consideró adaptar la novela El perfume de Patrick Süskind, que le había gustado; sin embargo, la idea nunca se llevó a cabo. El libro fue posteriormente adaptado para la gran pantalla por Tom Tykwer, como El perfume. 
Kubrick, en busca de un proyecto después de Full Metal Jacket, consideró adaptar la novela de Robert Marshall All the King's Men, un relato dramático de una operación del servicio de inteligencia británico durante la Segunda Guerra Mundial. 
A finales de la década de 1980, debido a la fatiga lectora de su asistente Anthony Frewin, Kubrick crearía una compañía llamada Empyrean Films para investigar posibles proyectos cinematográficos. Utilizando un anuncio en The Times Literary Supplement, Kubrick contrataría a una serie de lectores que, sin saberlo, lo ayudarían en proyectos futuros. Entre la literatura enviada a los lectores se encontraban A Better Mantrap y Tomorrow Lies in Ambush de Bob Shaw, La subasta del lote 49 de Thomas Pynchon, Los desposeídos de Ursula K. Le Guin, Engine Summer de John Crowley, El eterno marido de Fyodor Dostoevsky, Primer amor, últimos ritos de Ian McEwan, Amor entre ruinas de Evelyn Waugh y Mona Lisa acelerada de William Gibson.  
Mientras trabajaba con Ian Watson en la historia de A. I. Artificial Intelligence, Kubrick le pidió a Watson una copia preimpresa de su novela relacionada con Warhammer 40 000, Inquisitor. Watson cita a Kubrick diciendo: "¿Quién sabe, Ian? ¿Quizás esta sea mi próxima película?" 
Tras un anuncio en 2010 sobre el desarrollo del proyecto Lunatic at Large, también se anunciaron planes para la posible producción de otros dos proyectos de Kubrick no realizados.  En agosto de 2012, Downslope y God Fearing Man estaban en desarrollo por Philip Hobbs y el productor Steve Lanning, en asociación con la compañía independiente Entertainment One (eOne). Un comunicado de prensa describió a Downslope como un "drama épico de la Guerra Civil ", mientras que God Fearing Man es la "historia real del ministro canadiense Herbert Emerson Wilson".  En 2021, Frank Darabont reveló que escribió un borrador de Downslope y que Ridley Scott produciría la película.  
En marzo de 2013, Anthony Frewin, asistente de Kubrick durante muchos años, escribió en un artículo en The Atlantic: "Él [Kubrick] estaba ilimitadamente interesado en todo lo que tuviera que ver con los nazis y quería desesperadamente hacer una película sobre el tema". El artículo incluía información sobre otra película de Kubrick sobre la Segunda Guerra Mundial que nunca se realizó, basada en la historia de Dietrich Schulz-Koehn, un oficial de la fuerza aérea que usó el seudónimo de "Dr. Jazz" para escribir críticas de las escena musical alemana durante la era nazi. A Kubrick le habían dado una copia del libro de Mike Zwerin Swing Under the Nazis (cuya portada presentaba una fotografía de Schulz-Koehn) después de terminar la producción de Full Metal Jacket. Sin embargo, el guion nunca fue completado y el plan de adaptación cinematográfica de Kubrick nunca se inició (los Aryan Papers inacabados fueron un factor en el abandono del proyecto). 
Entre Eyes Wide Shut y AI, Kubrick estaba interesado en hacer una película, para niños y jóvenes, basada en la novela épica vikinga de H. Rider Haggard, Eric Brighteyes. 
En 2015, Emilio D'Alessandro, asistente de Kubrick durante mucho tiempo, comentó que antes de su muerte, Kubrick estaba considerando hacer una película sobre Pinocho. D'Alessandro dijo que Kubrick lo envió a comprar libros italianos sobre la figura. "Quería hacerlo por su cuenta porque se han hecho muchos Pinochos. Quería hacer algo realmente grande... Dijo: 'Sería muy lindo si pudiera hacer reír a los niños y sentirse felices haciendo este Pinocho'". (Kubrick finalmente usó el proyecto basado en el cuento de Brian Aldiss como su "película de Pinocho"). D'Alessandro también afirmó que la fascinación de toda la vida de Kubrick por la Segunda Guerra Mundial lo llevó a interesarse por la batalla de Monte Cassino. D'Alessandro, que es de Cassino, dijo: "Stanley dijo que sería una película interesante de hacer. Me pidió que me hiciera cargo de las cosas... como recortes de periódicos y averiguar la distancia desde el aeropuerto, estaciones de tren. Tenía un amigo que bombardeó Monte Cassino durante la guerra... Es horrible recordar esos días. Todo quedó completamente destruido. ”  